# Vratislávka
Vratislávka (deutsch Wratislawka) ist eine Gemeinde in Tschechien. Sie liegt elf Kilometer nördlich von Velká Bíteš und gehört zum Okres Brno-venkov.

## Geographie
Vratislávka befindet sich linksseitig über dem Tal der Libochovka in der Böhmisch-Mährischen Höhe. Gegen Nordosten liegen an der Bobrůvka die wüsten Burgen Košíkov und Víckov. Südöstlich befinden sich auf einem Sporn über der Libochovka die Reste der Feste Žďárec. Im Osten erhebt sich der Víckov (538 m), westlich die Strážnice (583 m) und im Nordwesten der Václavův kříb (534 m).
Nachbarorte sind Moravecké Janovice im Norden, Víckov und Havlov im Nordosten, Tišnovská Nová Ves im Osten, Žďárec und Borkovec im Südosten, Rojetín, Borovník und Rozseč im Süden, Jeřábkův Mlýn und Vidonín im Südwesten, Radňoves im Westen sowie Dolní Libochová, Meziboří und Borky im Nordwesten.

## Geschichte
Die erste schriftliche Erwähnung des Ortes stammt aus dem Jahre 1358.
Nach der Aufhebung der Patrimonialherrschaften bildete Vratislavka ab 1850 eine Gemeinde im Brünner Bezirk und Gerichtsbezirk Tischnowitz. Zum Ende des 19. Jahrhunderts wurde der Gemeindename Vratislávka gebräuchlich. Seit 1896 gehörte die Gemeinde zum neu gebildeten Bezirk Tischnowitz. Nach der Auflösung des Okres Tišnov kam das Dorf mit Beginn des Jahres 1961 zum Okres Žďár nad Sázavou. Seit Beginn des Jahres 2005 gehört die Gemeinde Vratislávka zum Okres Brno-venkov. Gepfarrt ist das Dorf zur Kirche St. Peter und Paul in Žďárec.

## Gemeindegliederung
Für die Gemeinde Vratislávka sind keine Ortsteile ausgewiesen.

## Sehenswürdigkeiten
- Kapelle der Jungfrau Maria, am Dorfplatz
- Reste der Burg Košíkov, um 1360 als Sitz der Vladiken von Košíkov errichtet. 1427 eroberte Johann von Pernstein die Burg. In der zweiten Hälfte des 15. Jahrhunderts besaß Vojna von Litava Košíkov. Beim Verkauf des Besitzes an das Kloster Porta Coeli 1593 wurde die Burg als wüst aufgeführt.
- Reste der Burg Víckov aus dem 13. Jahrhundert. Sie war Stammsitz des Geschlechts von Víckov. 1419 kaufte Hašek Ostrožský von Waldstein die Burgherrschaft Víckov. 1425 wurde die Burg während der Hussitenkriege zerstört.
- Reste der Feste Hrádek, in der Flussschleife der Libochovka südöstlich des Dorfes, die ehemalige Feste war seit der zweiten Hälfte des 14. Jahrhunderts der Sitz der Vladiken von Žďárec